# میدان دیوانخانه
میدان دیوانخانه (به لاتین: Divankhana Square) اولین و بزرگترین میدان شهر است که در ورودی شهر شوشی از سمت دروازه گنجه قرار دارد. بزرگترین خیابان بازرگانی شهر به نام راسته بازار از این میدان آغاز می شود.

## تاریخچه
میدان دیوانخانه در اوایل سده نوزدهم واقع در روبروی محل سکونت خان و در قلمرو ارگ قرار داشته و با دیوارهای دفاعی و بناهای مختلف از شهر جدا شده است. در آن زمان ساختمان‌های دیگر متعلق به کاخ مجموعه خان‌های قره باغ در محدوده میدان قرار داشت.
پس از پیوستن خانات قره‌باغ به امپراتوری روسیه، فعالیت های بازسازی در شوشی انجام شد که در نتیجه آن بخشی از دیوارهای قلعه و همچنین بناهای موجود در قلمرو میدان تخریب شد و به سطح شهر افزوده شد. در این بین میدان نام جدیدی پیدا کرد (بازارباشی یا ابتدای بازار) و به راسته بازار شهر متصل شد.